# Scelotrichia thingana
Scelotrichia thingana is een schietmot uit de familie Hydroptilidae. De soort komt voor in het Oriëntaals gebied.